# Fort-la-Latte

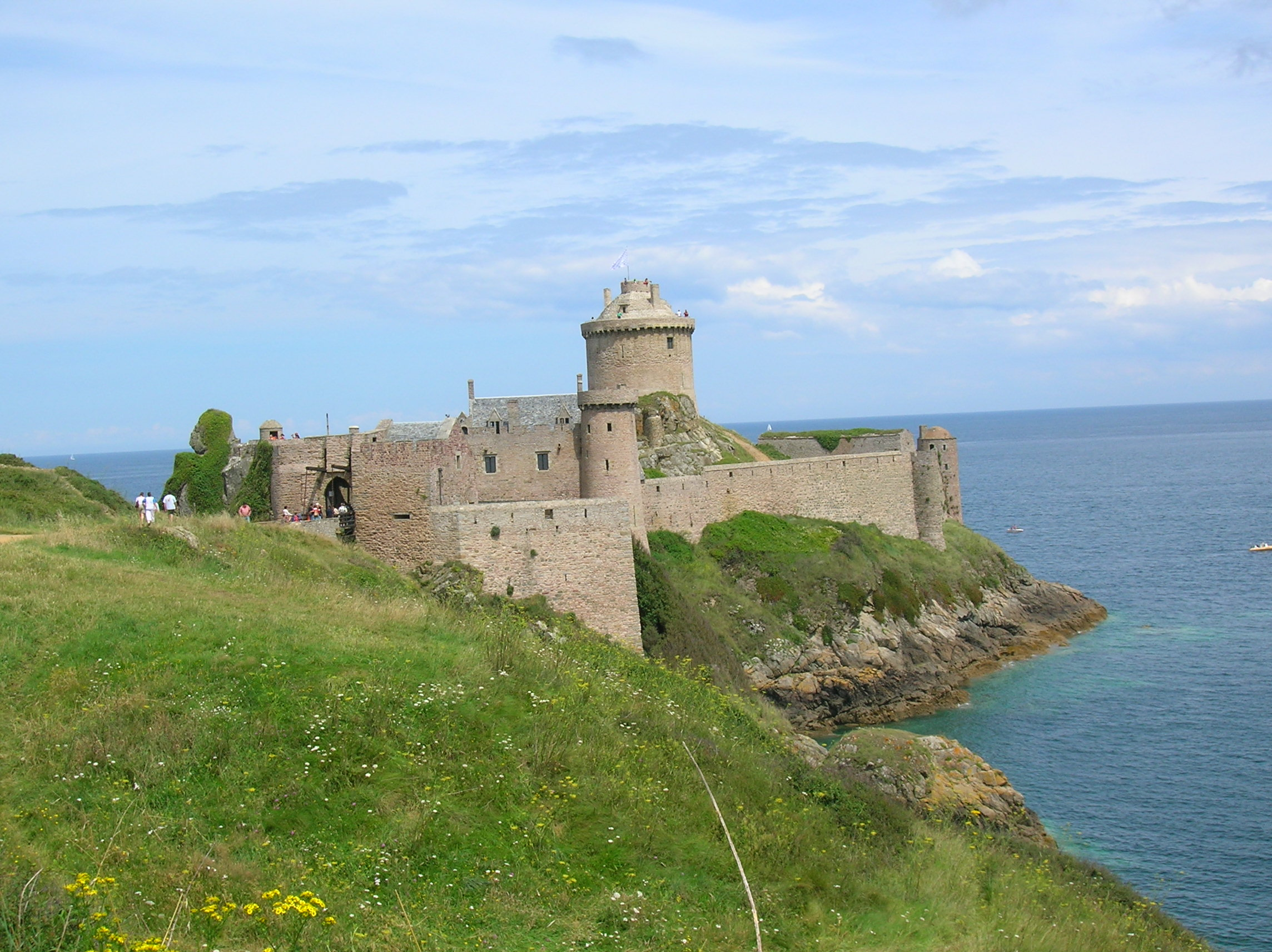
Fort-la-Latte

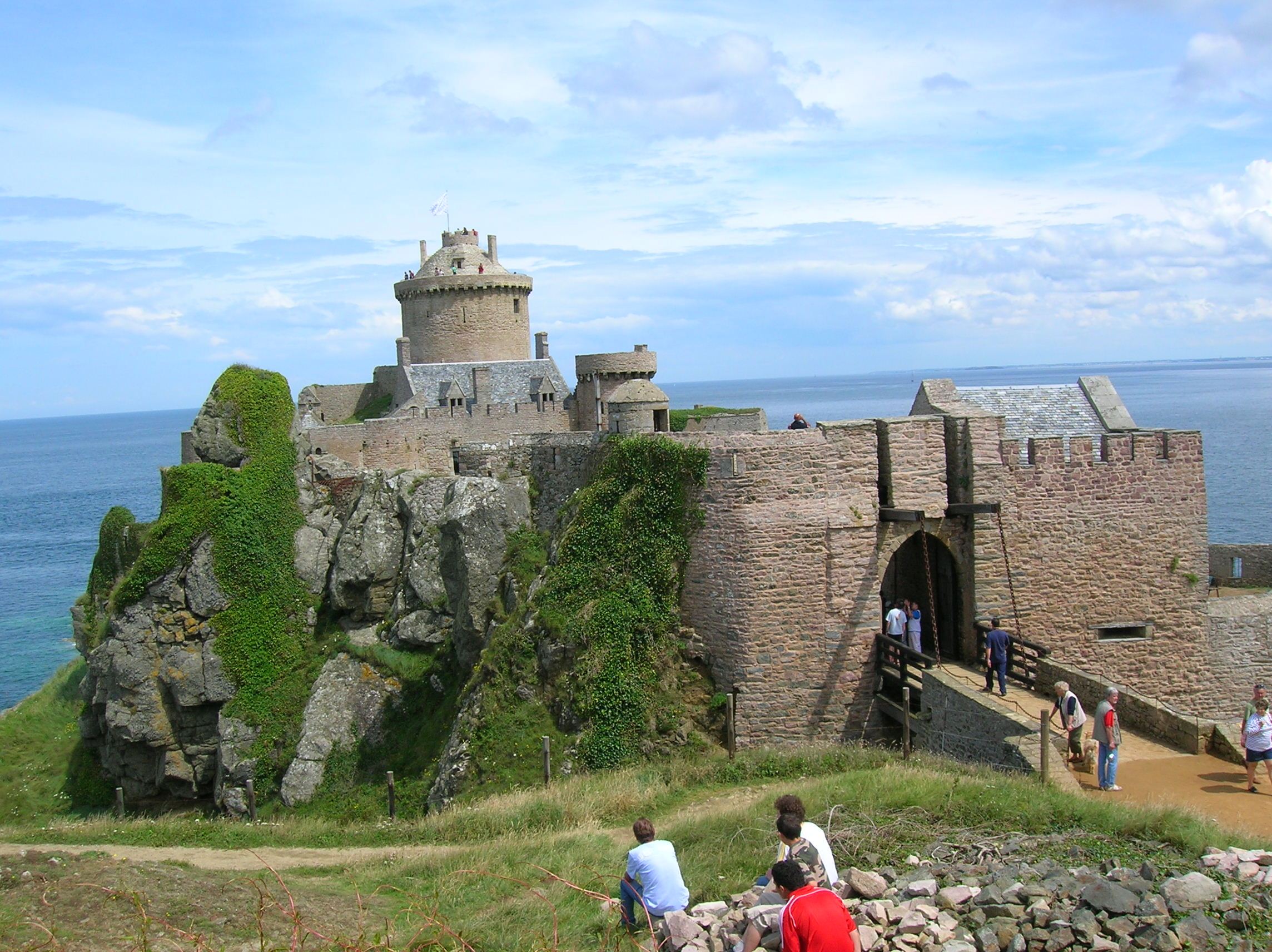
Altra immagine di Fort-la-Latte

Fort-la-Latte – conosciuto anche come château de la Roche Goyon (denominazione originaria, dal nome dei primi proprietari) – è uno dei più famosi castelli della Bretagna (Francia nord-occidentale).
Si tratta di una fortezza del XIV secolo (rimaneggiata tra la fine del XVII secolo e l'inizio del XVIII secolo) appartenuta inizialmente alla famiglia Goyon de Matignon e costruita su una scogliera della Baie de la Fresnaye (comune di Plévenon), una baia sulla Manica della Côte d'Émeraude (“Costa di Smeraldo”, dipartimento delle Côtes-d'Armor, nel nord della Bretagna) situata di fronte a Cap Fréhel.
Fort-la-Latte è classificato “monumento storico” dal Ministero della Cultura francese dal 1931 ed è stato utilizzato per le scene di numerosi film, tra cui I vichinghi del 1958.

## Collocazione geografica

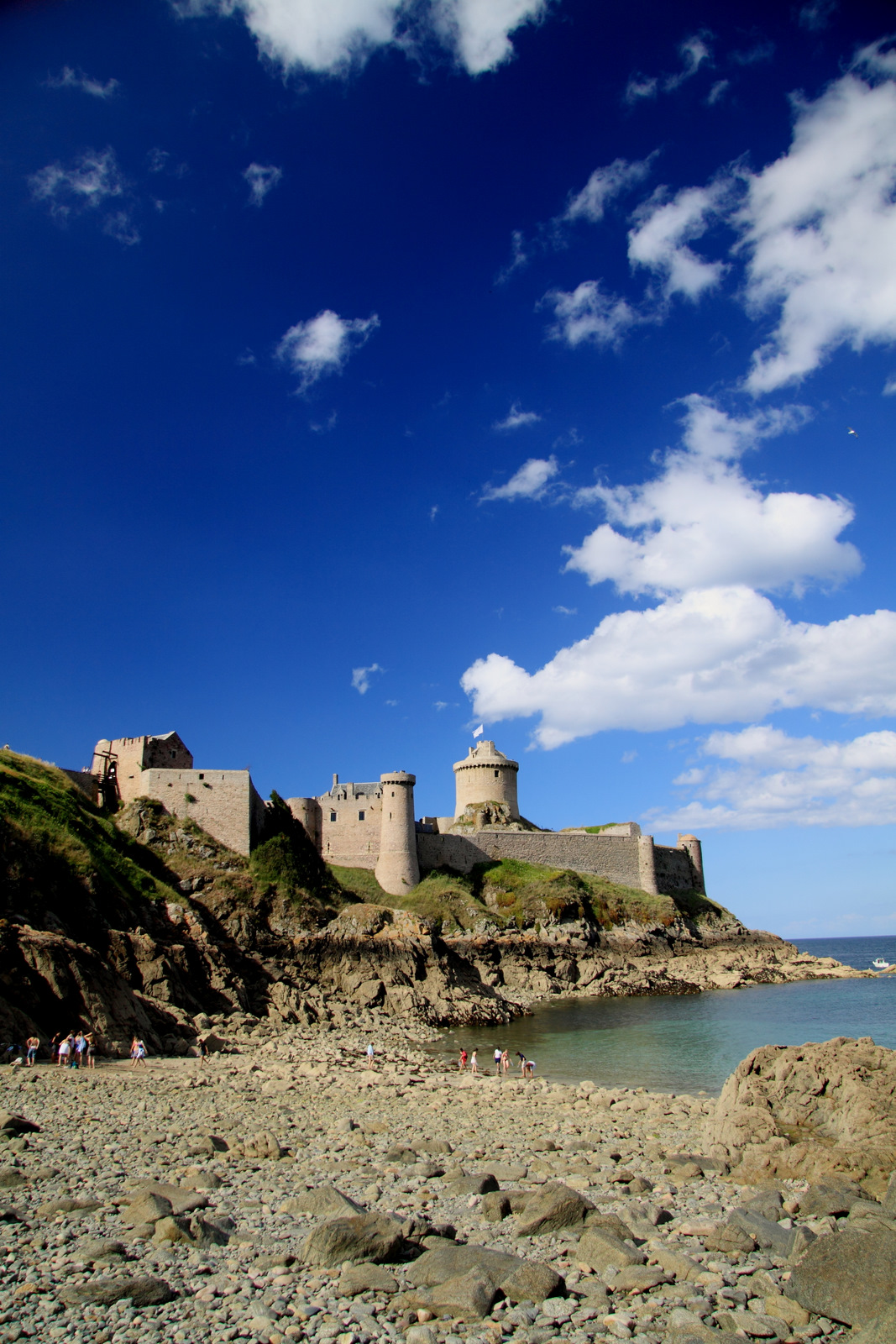
Fort-la-Latte visto dalla spiaggia sottostante

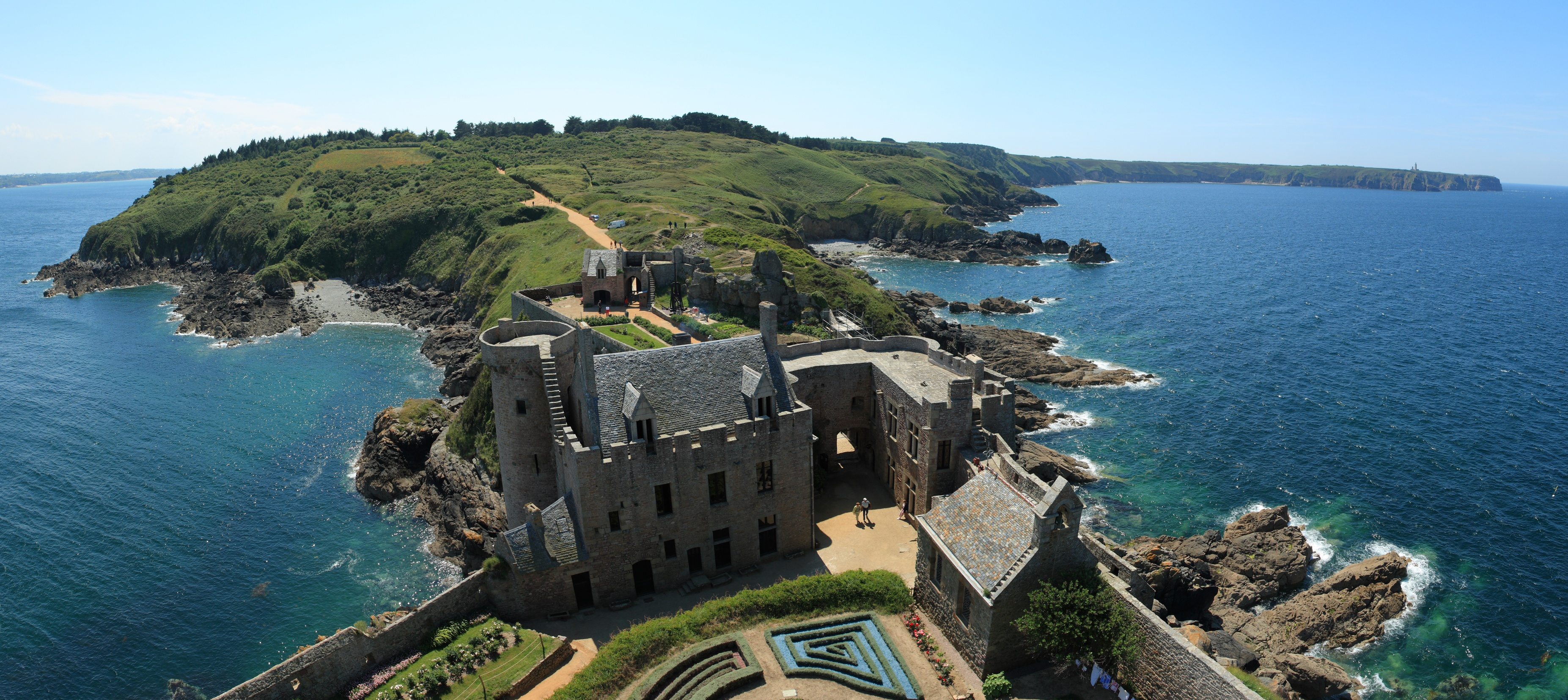
Fort-la-Latte visto dall'alto

Fort-la-Latte si trova a 4 chilometri a sud di Cap Fréhel e a qualche chilometro ad est di Sables-d'Or-les-Pins, nella parte nord-orientale del dipartimento delle Côtes-d'Armor, quasi al confine con il dipartimento Ille-et-Vilaine nel comune di Plévenon.
Questo sito è stato scelto per la sua posizione favorevole, naturalmente difficilmente accessibile e con una vista libera sulla Manica e sulla Costa Smeralda, nonché su gran parte della baia di Saint-Malo. Le scogliere circondano il castello e i suoi dintorni, proteggendoli da qualsiasi invasione dal mare.
Inoltre, i materiali da costruzione erano facilmente reperibili: il granito proveniva dal cuore della Bretagna, l'arenaria poteva essere estratta direttamente dalle falesie (esistono ancora tracce delle antiche cave sulla costa, testimoniate da toponimi come "port Taillé" ancora presenti nel catasto). Inoltre, il legno era comune, come dimostrano le numerose foreste del periodo medievale.
Il forte era un importante punto strategico poiché si trovava non lontano dalle rotte commerciali che collegavano Saint-Malo, la Normandia e le Isole del Canale della Manica.

## Caratteristiche
Il castello è costruito in ardesia rosa e si erge a ca. 60-70 metri dal mare sottostante.
Il castello/forte è munito di due ponti levatoi e vi si trova, tra l'altro, una cappella, una cisterna d'acqua e un menhir, che - secondo la leggenda - sarebbe il dito di Gargantua.

## Storia

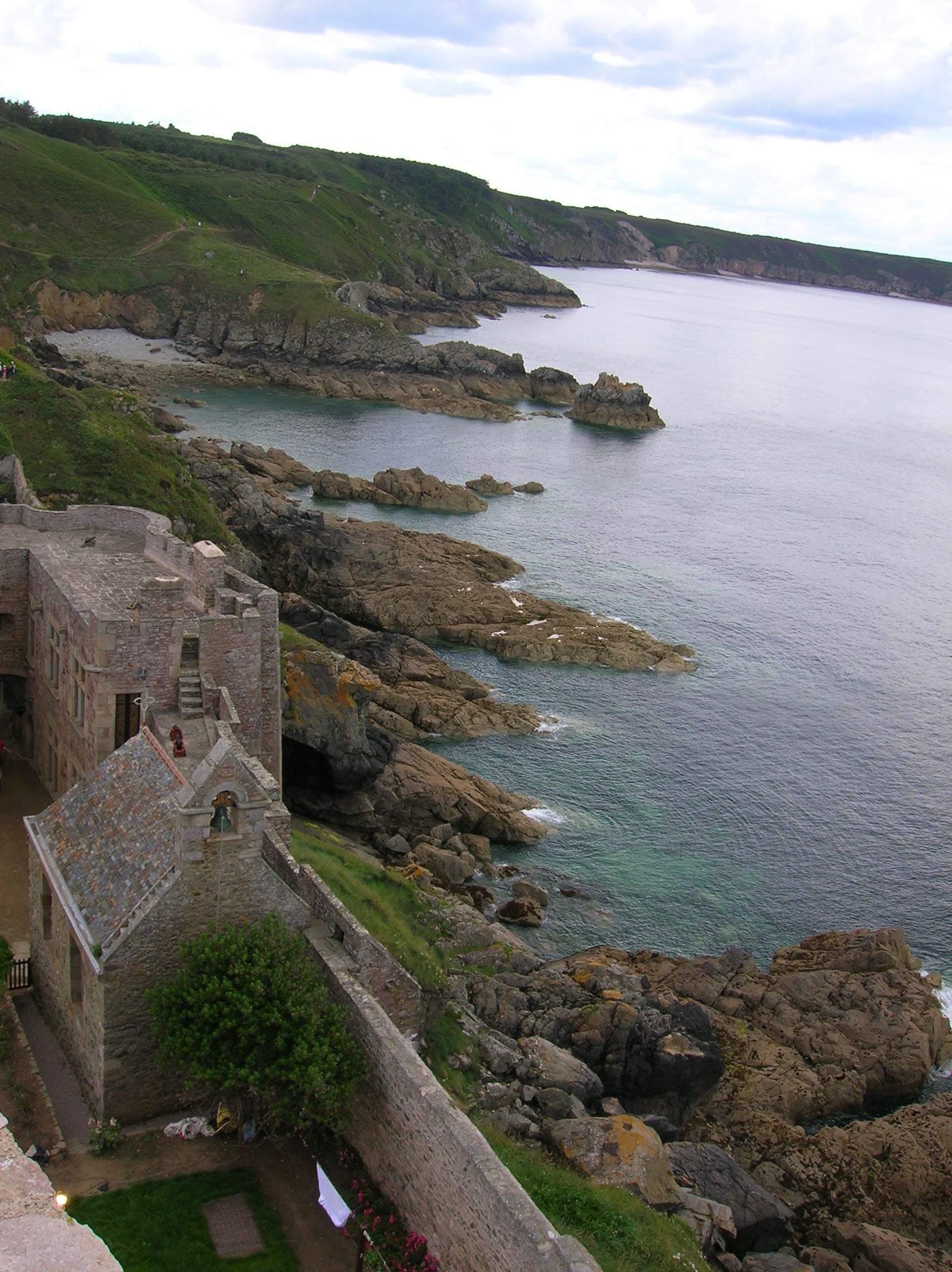
Fort-la-Latte con veduta della scogliera sottostante

Pare che una roccaforte a picco sul mare sulla scogliera della baie de la Fresnaye esistesse già nel X secolo:  in particolare, secondo una leggenda, sarebbe stata fatta costruire nel 937 da un Goyon durante il governo di Alano II Barbastorta, duca di Bretagna, per proteggere la costa dagli attacchi dei Normanni.
Leggende a parte, la costruzione dell'edificio attuale, noto come “Roche de Goyon”, risale solamente al XIV secolo e si deve alla famiglia Goyon de Matignon, nata dall'alleanza tra i Goyon e l'ereditiera dei Matignon: il castello prese il nome di “Roche de Goyon”.
La costruzione, ordinata da Stefano III Goyon, iniziò negli anni '40 del XIV secolo e fu completata, con la realizzazione del torrione, tra il 1365 e il 1370.
Nel 1379 il castello venne conquistato da Bertrand du Guesclin (1320 – 1380), che lo arredò riccamente.
Nei secoli successivi, subì gli assedi degli Inglesi (1490) e – in seno a delle guerre di religione – dalla Lega Cattolica (1597), che incendiò la fortezza.
In seguito all'assedio della Lega Cattolica, il castello subì dei gravissimi danni e, per questo, venne restaurato tra il 1690 e il 1715 da Garangeau, che – seguendo il progetto di Vauban – lo trasformò in una fortezza, aggiungendovi dei cannoni per la difesa di Saint Malo dagli attacchi degli Inglesi e degli Olandesi.
Il castello venne abbandonato nel XIX secolo e, dal 1892, divenne proprietà privata: appartenne al Duca di Feltro, al Signore de la Ville le Roulx e al professore Joüon de Longrais.
Nel 1931, è stato dichiarato monumento nazionale.
Nel 1957, vi venne girato il film hollywoodiano I vichinghi (The Vikings), con Kirk Douglas e Tony Curtis.

## Fort-la-Latte nel cinema e nella musica
Fort-la-Latte è servito da sfondo per le scene di numerosi film telefilm e serie televisive
- I tre moschettieri (1948)
- I vichinghi (The Vikings) (1958) con Kirk Douglas e Tony Curtis, la cui battaglia finale ebbe luogo nella torre della prigione
- Metzengerstein (1967)
- Lancelot du Lac (1970)
- La danse de mort (1983) - Danza di morte
- Chouans I (1987)
- Le Jeu du Roi (1988)
- Ridicule (1996)
- Il cuore e la spada (Le coeur et l'épée, 1998), miniserie TV
- Une vieille maîtresse, 2007 interpretato da Asia Argento
- Avril et le Monde truqué, film d'animazione, 2015
- I tre moschettieri - D'Artagnan 2023
- I tre moschettieri - Milady 2023

Nel castello, inoltre, è stato realizzato anche il video musicale della canzone della band francese Manau La Tribù de Dana.

## Galleria d'immagini

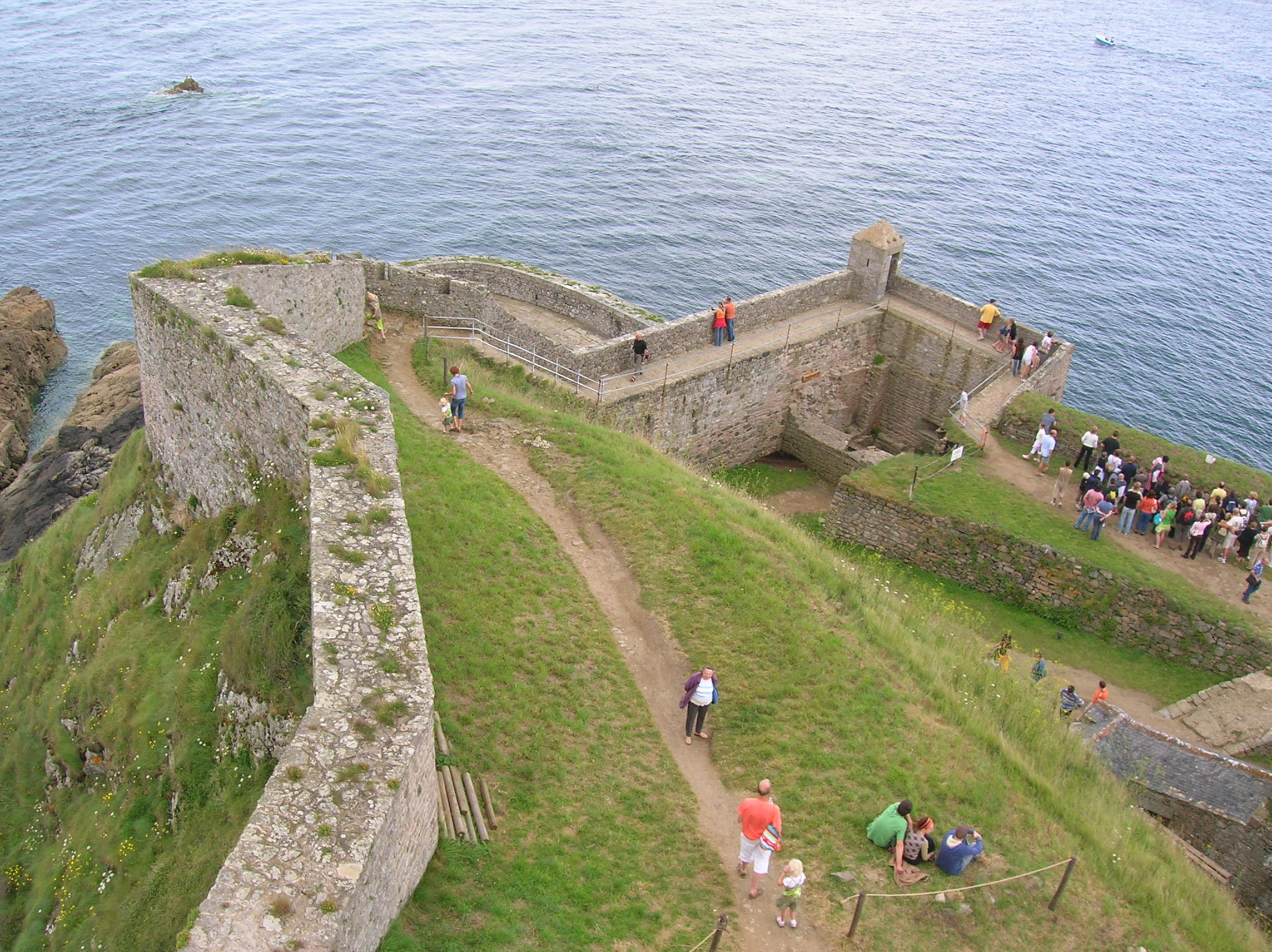
Fortificazioni
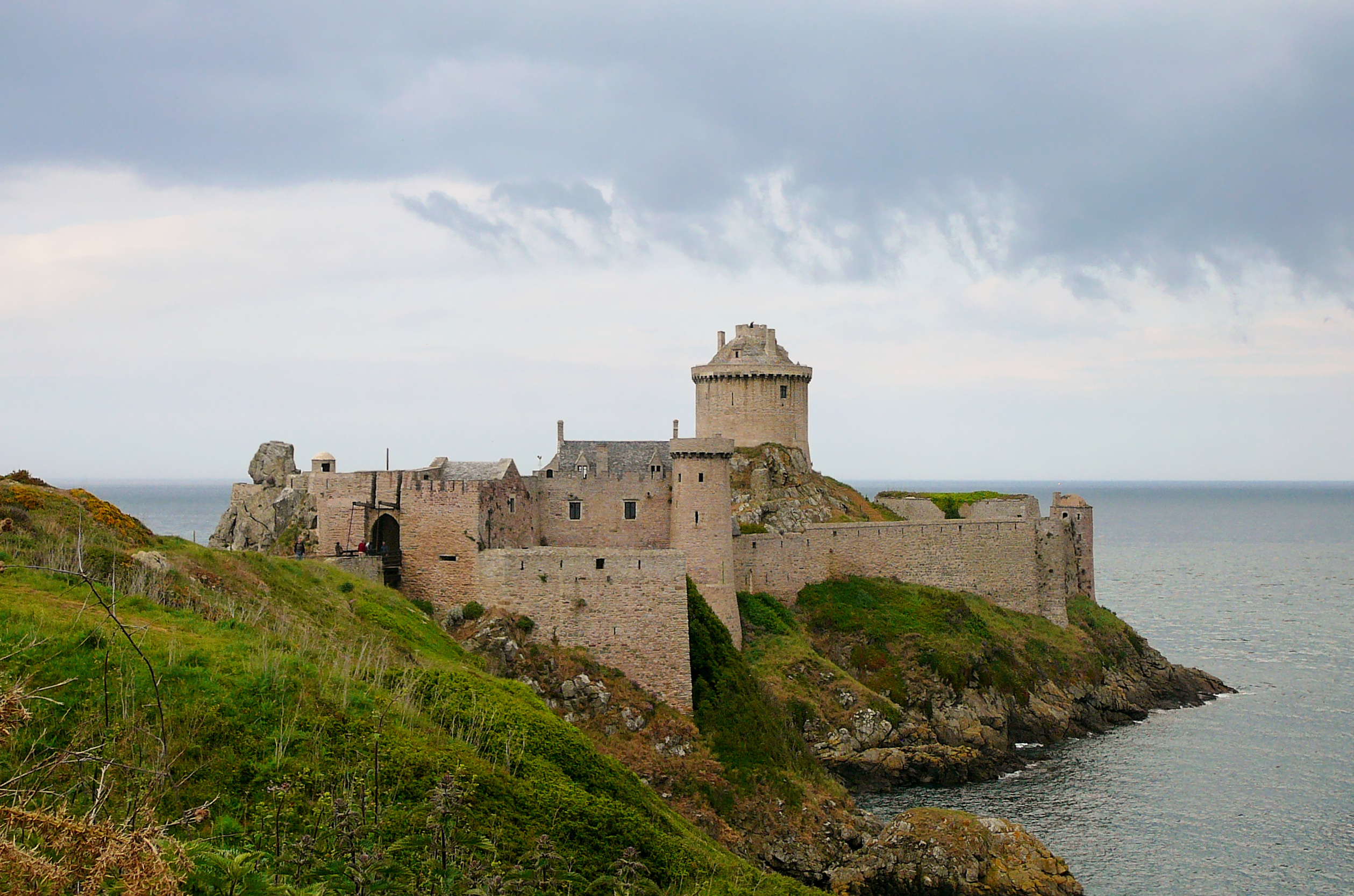
Altra vista del forte
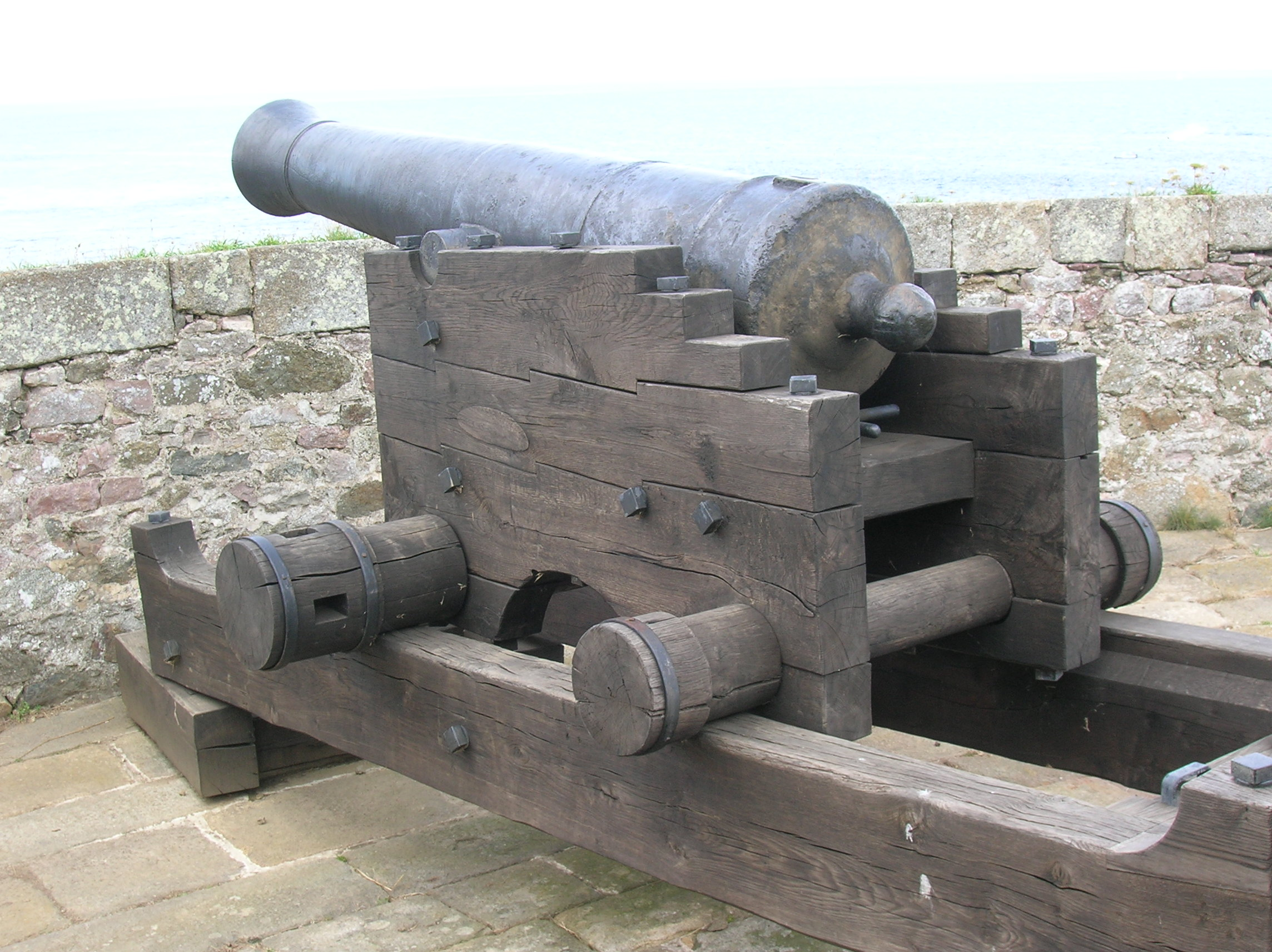
Un cannone
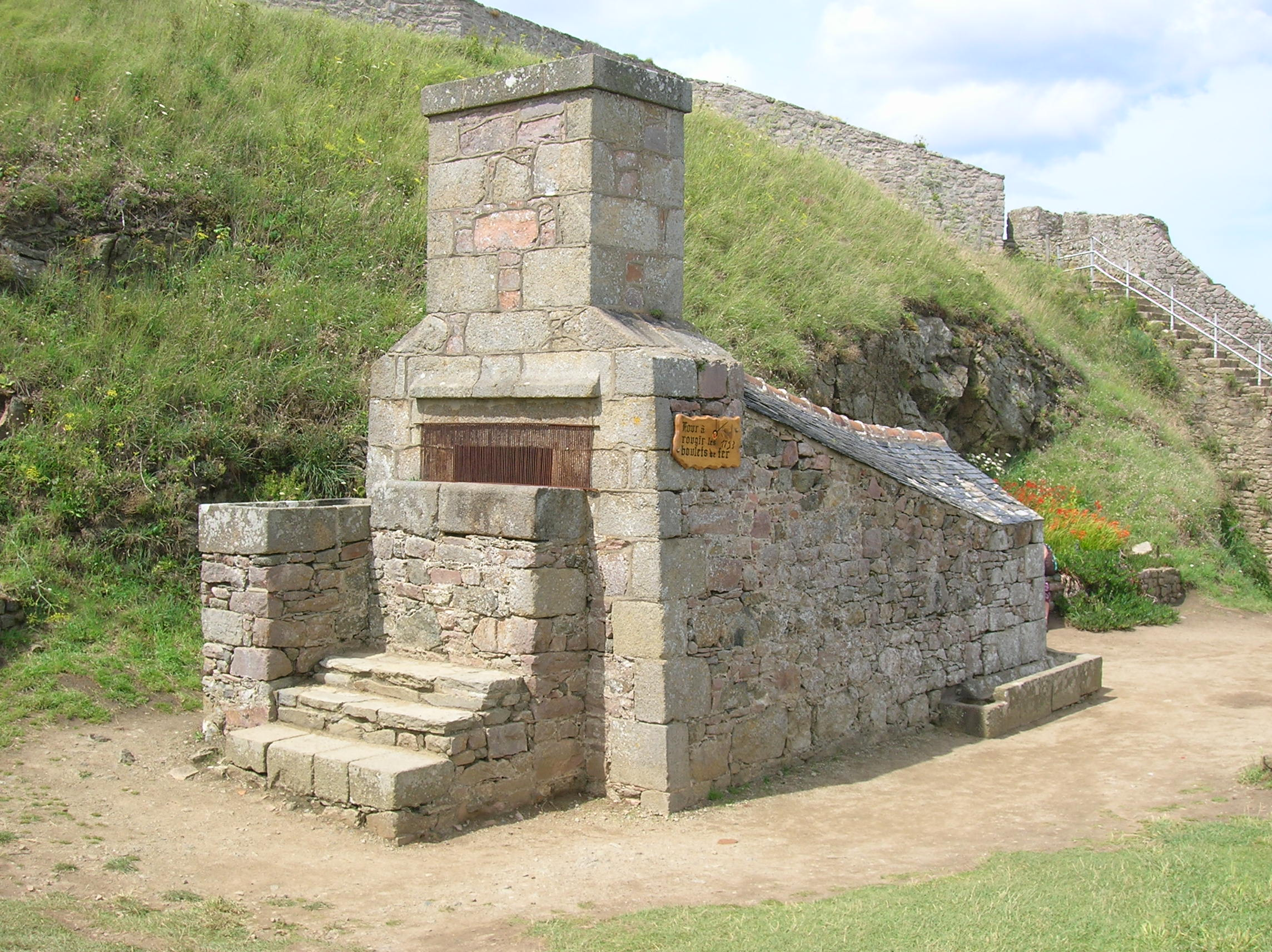
Forno
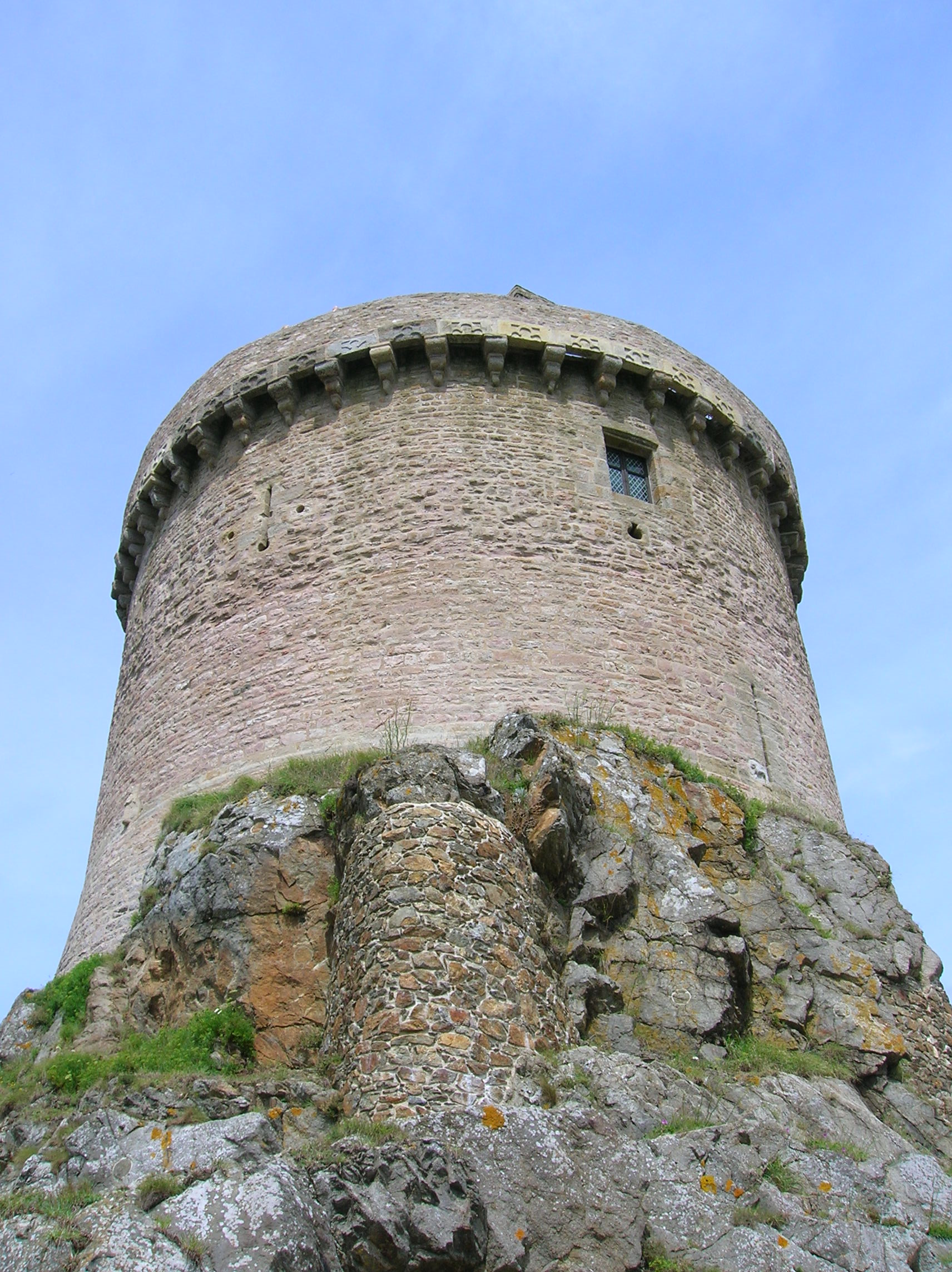
Torrione
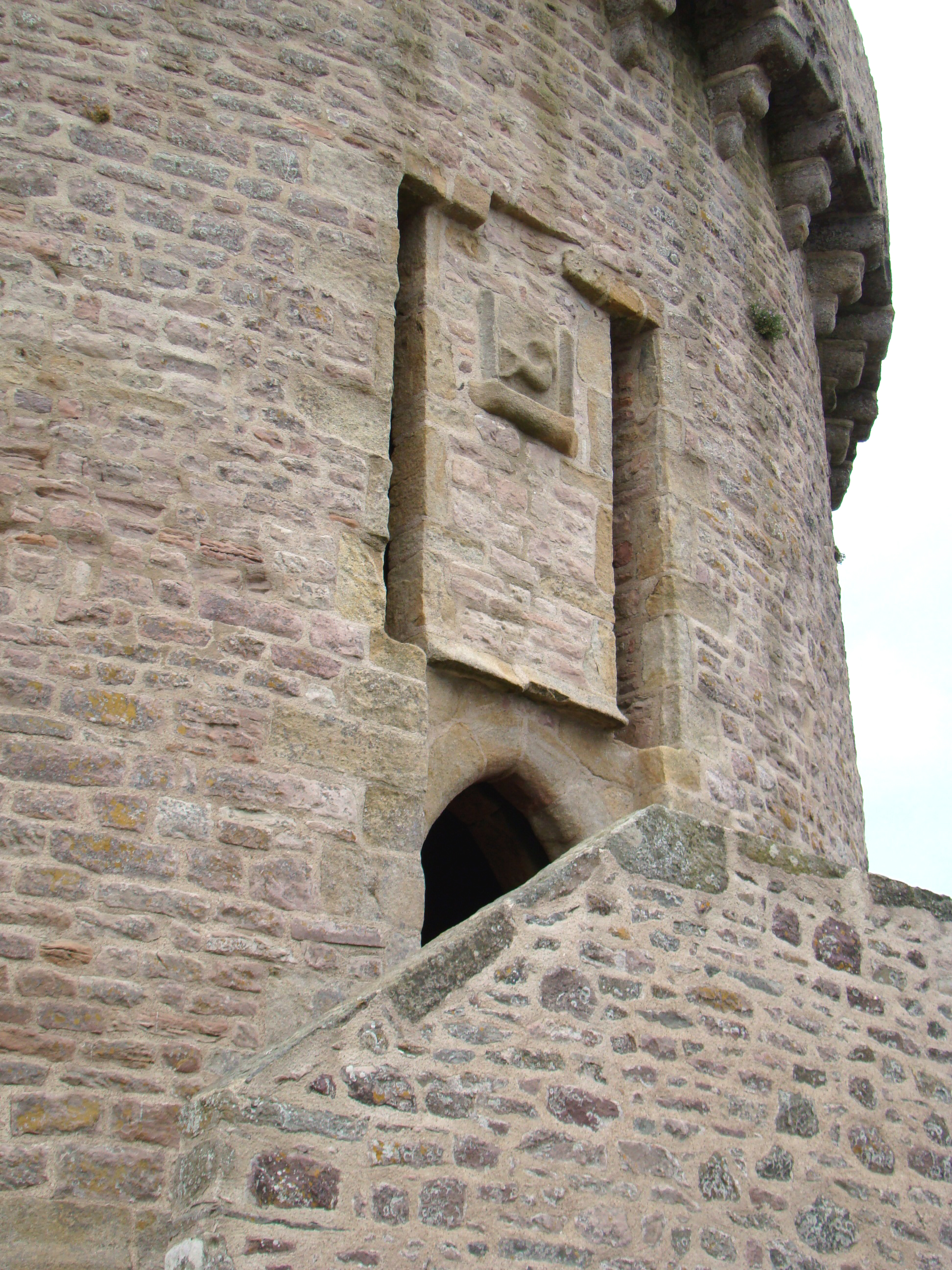
Entrata del torrione
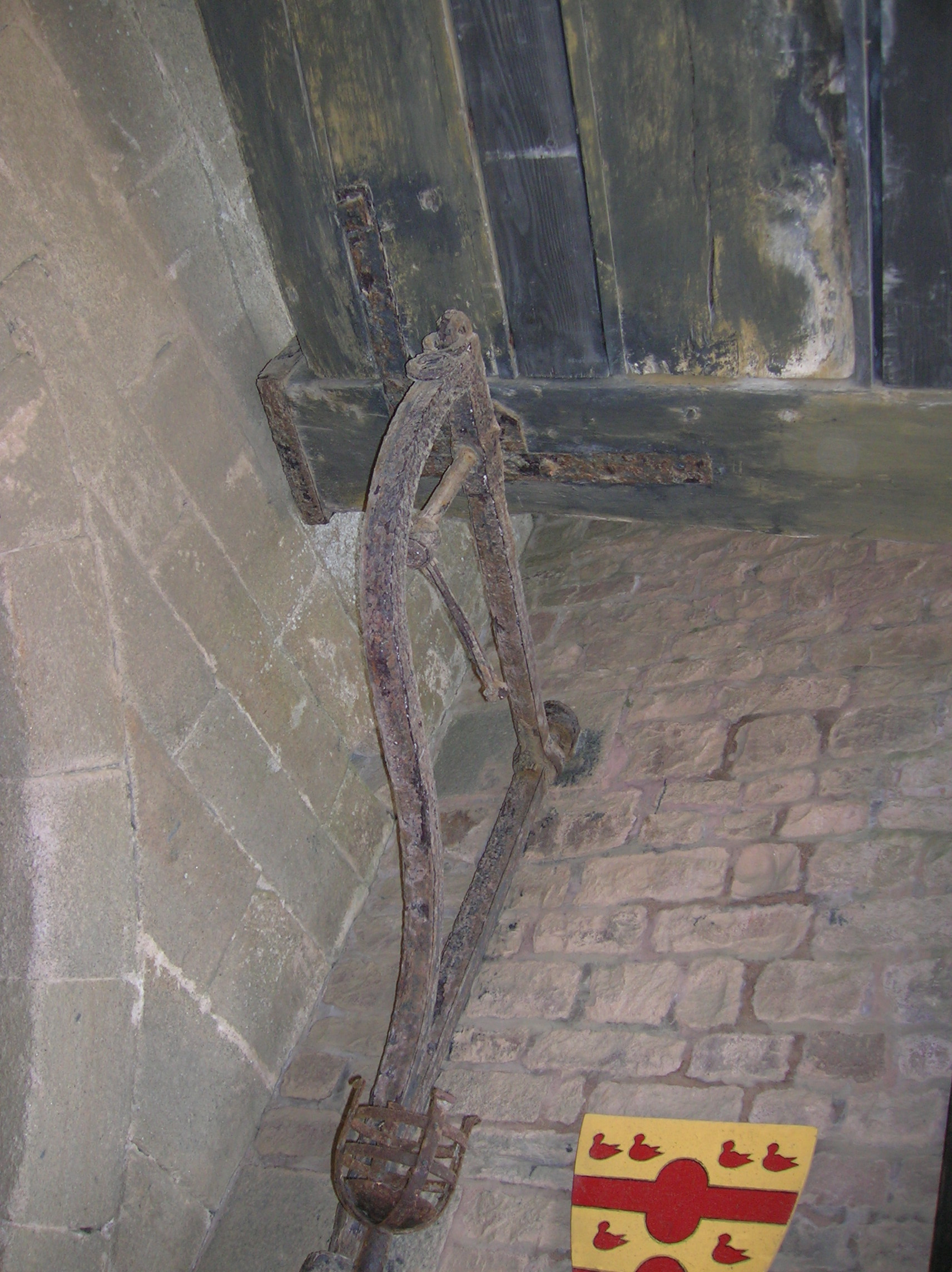
Sistema di bloccaggio del ponte levatoio
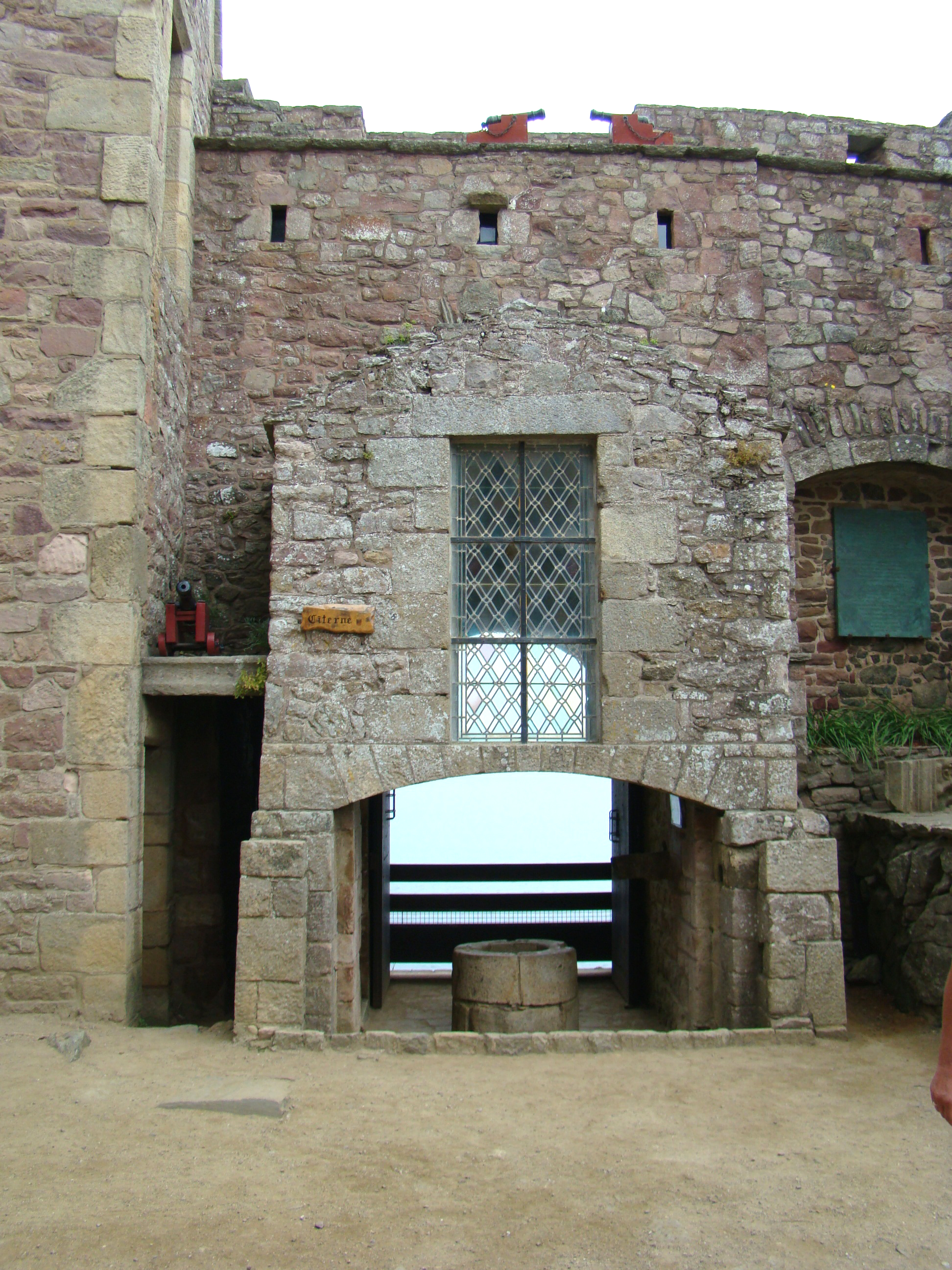
Cisterna
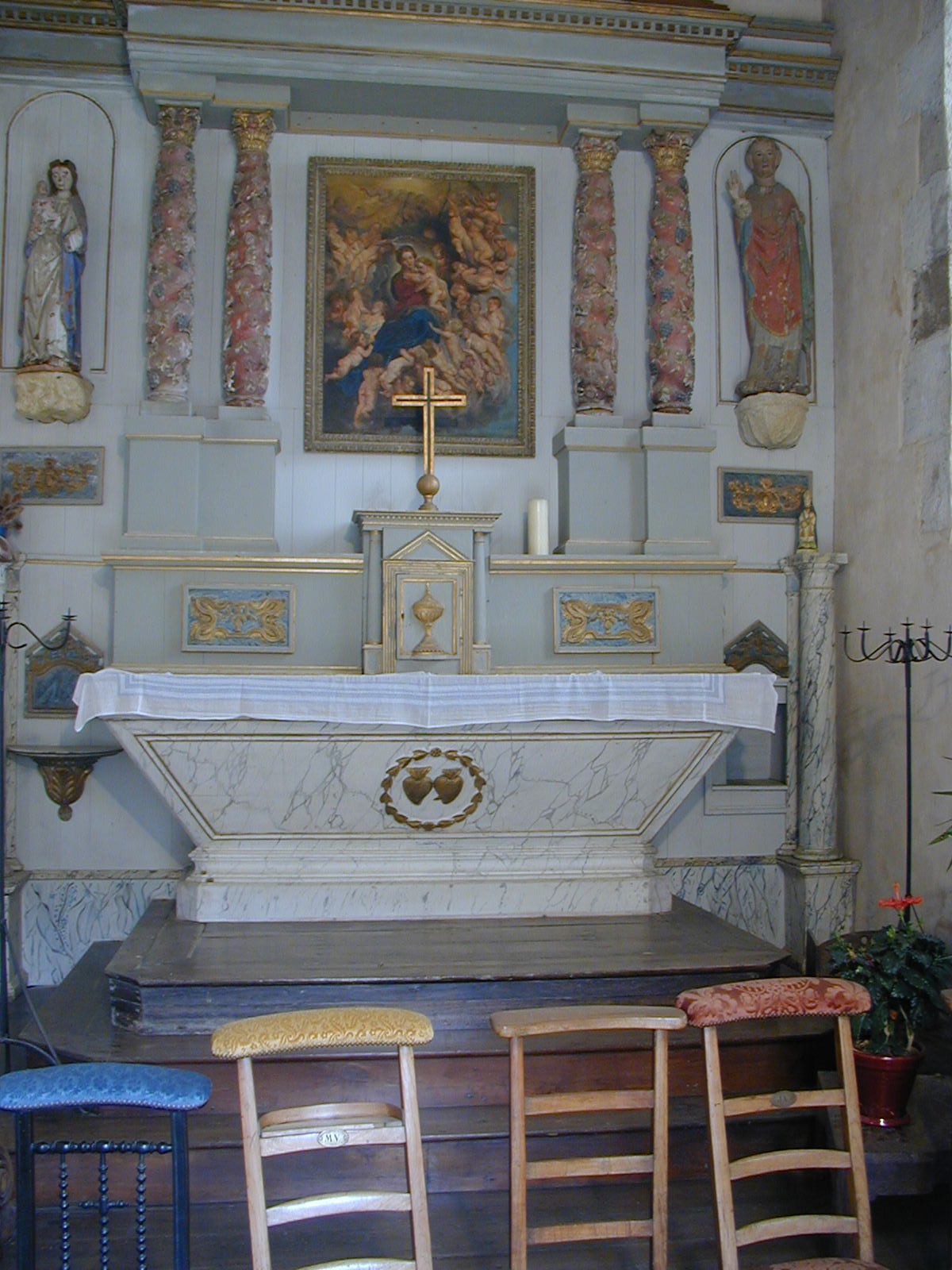
Cappella